# Daryl Impey
Daryl Impey (Johannesburg, 6 december 1984) is een voormalig Zuid-Afrikaans wielrenner.

## Biografie
Impey was al van jongs af aan bezig met sport. Aanvankelijk met voetbal en tennis, maar later deed hij aan mountainbike en uiteindelijk aan wegwielrennen. Zijn vader, Tony Impey, was een professioneel wielrenner in Zuid-Afrika.
In 2003 tekende de renner zijn eerste professionele contract bij het Microsoft Cycling Team. In de jaren erna reed hij enkele goede uitslagen, waaronder etappezeges in de Ronde van de Kaap en de Ronde van Marokko.
In de laatste etappe van de Ronde van Turkije van 2009 kwam Impey ten val na een manoeuvre van Theo Bos. Volgens Bos duwde Impey hem eerst in de hekken, waarop Bos terug zou hebben geduwd. Daarbij vielen ze samen in de hekken. Impey hield daar een breuk in een wervel aan over, plus nog een aantal andere verwondingen zoals een kaakbreuk. Theo Bos kreeg later nog een schorsing van een maand van de UCI. Ondanks zijn val wist Impey de etappe wel af te sluiten en daarmee zijn leidende positie in het klassement te behouden. Daarmee werd de Ronde van Turkije zijn grootste overwinning tot dan toe. Op 6 augustus 2009 maakte Impey zijn rentree in het peloton na vier maanden van afwezigheid.
In de Ronde van Frankrijk van 2013 schreef Impey geschiedenis door in de zesde etappe de leiding in het algemeen klassement te veroveren. Hiermee werd hij de eerste Afrikaan die de gele trui droeg. Hij behield de trui twee dagen.
Impey werd tussen 2013 en 2018 zes maal op rij tijdritkampioen van Zuid-Afrika. Zijn winst in het tijdritkampioenschap van 2014 was echter omstreden, nadat geconstateerd werd dat hij gebruik had gemaakt van het verboden maskerende middel probenecide. Hierop werd Impey door zijn ploeg op non-actief gesteld en mocht hij ook niet deelnemen aan de Ronde van Frankrijk van dat jaar. In augustus 2014 werd Impey vrijgesproken. Niet lang na zijn comeback won hij de Ronde van Alberta.
In de wegwedstrijd op de Olympische Spelen in Rio de Janeiro eindigde Impey op plek 28, op ruim negenenhalve minuut van winnaar Greg Van Avermaet.
Op de nationale feestdag van Frankrijk, Quatorze Juillet, wint Impey uit van de kopgroep van vijftien renners de 9e etappe in de Ronde van Frankrijk.
Kort voor de start van de Ronde van Frankrijk van 2022 trok Impey zich terug. Impey had positief getest op COVID-19 en werd daarop vervangen door zijn Israëlische teamgenoot Guy Niv.

## Belangrijkste overwinningen
2004
5e etappe Ronde van de Kaap
2007
Proloog Ronde van de Kaap
2e etappe Ronde van de Kaap
11e etappe Ronde van Marokko
2008
6e etappe Herald Sun Tour
2009
4e etappe Ronde van Turkije
Eindklassement Ronde van Turkije
2011
 Zuid-Afrikaans kampioen tijdrijden, Elite
7e etappe Ronde van Marokko
2012
2e etappe Ronde van het Baskenland
2e etappe Ronde van Slovenië
2013
 Zuid-Afrikaans kampioen tijdrijden, Elite
2e etappe Ronde van het Baskenland
2e etappe Ronde van Beieren
4e etappe Ronde van Frankrijk (ploegentijdrit)
2014
 Zuid-Afrikaans kampioen tijdrijden, Elite
3e etappe Ronde van Beieren
5e etappe Ronde van Alberta
Eindklassement Ronde van Alberta
2015
Puntenklassement Tour Down Under
 Zuid-Afrikaans kampioen tijdrijden, Elite
2016
 Zuid-Afrikaans kampioen tijdrijden, Elite
2017
 Zuid-Afrikaans kampioen tijdrijden, Elite
6e etappe Ronde van Catalonië
2018
 Zuid-Afrikaans kampioen tijdrijden, Elite
 Zuid-Afrikaans kampioen op de weg, Elite
Eindklassement Tour Down Under
1e etappe Critérium du Dauphiné
Puntenklassement Critérium du Dauphiné
2019
4e etappe Tour Down Under
Eindklassement Tour Down Under
 Zuid-Afrikaans kampioen tijdrijden, Elite
 Zuid-Afrikaans kampioen op de weg, Elite
9e etappe Ronde van Frankrijk
1e etappe Ronde van Tsjechië (ploegentijdrit)
Eind- en puntenklassement Ronde van Tsjechië
2020
 Zuid-Afrikaans kampioen tijdrijden, Elite
2022
4e etappe Ronde van Zwitserland

## Resultaten in voornaamste wedstrijden
| Jaar | Ronde van Italië | Ronde van Frankrijk | Ronde van Spanje |
| ---- | ---------------- | ------------------- | ---------------- |
| 2007 |                  |                     |                  |
| 2008 |                  |                     |                  |
| 2009 |                  |                     |                  |
| 2010 |                  |                     |                  |
| 2012 | opgave           | 111e                |                  |
| 2013 |                  | 74e                 |                  |
| 2014 |                  |                     |                  |
| 2015 |                  | opgave              | 84e              |
| 2016 |                  | 38e                 |                  |
| 2017 |                  | 47e                 |                  |
| 2018 |                  | 46e                 |                  |
| 2019 |                  | 72e (1)             |                  |
| 2020 |                  | 97e                 |                  |
| 2021 |                  |                     |                  |
| 2022 |                  |                     | 101e             |
| 2023 |                  |                     |                  |

| Jaar | Milaan-San Remo | Gent-Wevelgem | Ronde van Vlaanderen | Parijs-Roubaix | Amstel Gold Race | Luik-Bast.‑Luik | Ronde van Lombardije | Waalse Pijl | Brabantse Pijl |  | WK op de weg |  | Wereldranglijsten |
| ---- | --------------- | ------------- | -------------------- | -------------- | ---------------- | --------------- | -------------------- | ----------- | -------------- |  | ------------ |  | ----------------- |
| 2007 |                 |               |                      |                |                  |                 |                      |             |                |  | opgave       |  |                   |
| 2008 |                 | 111e          | opgave               | opgave         |                  |                 |                      |             | opgave         |  | opgave       |  |                   |
| 2009 |                 |               | 99e                  |                |                  |                 |                      |             |                |  |              |  |                   |
| 2010 | 112e            |               |                      |                |                  |                 |                      |             |                |  | opgave       |  |                   |
| 2012 |                 |               |                      |                | 131e             | 110e            |                      | opgave      |                |  |              |  | 169e (UWT)        |
| 2013 | 47e             |               |                      |                | 51e              |                 |                      |             |                |  | opgave       |  | 79e (UWT)         |
| 2014 | 49e             |               | 52e                  |                | 76e              | 111e            | opgave               |             | 47e            |  | 16e          |  | 72e (UWT)         |
| 2015 | 35e             |               |                      |                | 67e              | opgave          |                      |             |                |  | 50e          |  | 78e (UWT)         |
| 2016 | 167e            |               |                      |                | 39e              | opgave          |                      |             | 54e            |  |              |  | 144e (UWT)        |
| 2017 | 27e             |               |                      |                | 18e              | opgave          |                      | 133e        | 49e            |  | 49e          |  | 122e (UWT)        |
| 2018 | 21e             |               |                      |                | 11e              | 47e             |                      |             | 10e            |  |              |  | 30e (UWT)         |
| 2019 | 119e            |               |                      |                | 15e              | 23e             |                      | opgave      | 48e            |  | opgave       |  |                   |
| 2020 |                 |               |                      |                |                  | 77e             |                      | 108e        |                |  |              |  |                   |
| 2021 |                 |               |                      |                | 21e              | 70e             |                      | 52e         |                |  |              |  |                   |
| 2022 |                 |               |                      |                | 69e              | opgave          |                      | 113e        | 13e            |  | 74e          |  |                   |
| 2023 | 107e            |               |                      |                | opgave           | opgave          |                      | 129e        | opgave         |  | opgave       |  |                   |

#### Resultaten in kleinere rondes
| Jaar | Tour Down Under | Parijs-Nice | Ronde van Catalonië | Ronde van het Baskenland | Ronde van Zwitserland | Ronde van Romandië | Critérium du Dauphiné | Tirreno-Adriatico | Renewi Tour | Ronde van Polen |
| ---- | --------------- | ----------- | ------------------- | ------------------------ | --------------------- | ------------------ | --------------------- | ----------------- | ----------- | --------------- |
| 2010 | 30e             |             | opgave              |                          |                       |                    |                       |                   |             | 28e             |
| 2011 |                 |             |                     |                          | 34e                   |                    |                       |                   |             |                 |
| 2012 |                 |             | 33e                 | 63e (1)                  |                       | opgave             |                       |                   |             |                 |
| 2013 | opgave          |             |                     | opgave (1)               | 68e                   |                    |                       | 66e               | 5e          |                 |
| 2014 | 7e              |             |                     |                          |                       |                    | 89e                   | 54e               |             |                 |
| 2015 | 7e              | 80e         |                     | 52e                      | 41e                   |                    |                       |                   |             |                 |
| 2016 | 44e             | 51e         | 84e                 |                          |                       | 74e                | 46e                   |                   |             |                 |
| 2017 | 42e             |             | 44e (1)             |                          |                       |                    | 72e                   | 55e               |             |                 |
| 2018 | ↑               |             | 49e                 |                          |                       |                    | 67e (1)               | 45e               |             |                 |
| 2019 | ↑ (1)           |             | 66e                 |                          |                       |                    | 71e                   |                   |             |                 |
| 2020 | 6e              |             |                     |                          |                       |                    | 89e                   |                   |             | 90e             |
| 2021 |                 |             | 69e                 | 59e                      |                       |                    |                       |                   |             |                 |
| 2022 |                 |             | 53e                 |                          | opgave (1)            |                    |                       | 76e               |             |                 |
| 2023 | 89e             |             | 120e                |                          | opgave                |                    |                       |                   |             |                 |

## Ploegen
2008 –  Barloworld
2009 –  Barloworld
2010 –  Team RadioShack
2011 –  MTN Qhubeka (tot 21 mei)
2011 –  Team Netapp (vanaf 21 mei)
2012 –  Orica GreenEDGE 
2013 –  Orica GreenEDGE
2014 –  Orica GreenEDGE
2015 –  Orica GreenEDGE
2016 –  Orica-BikeExchange 
2017 –  Orica-Scott
2018 –  Mitchelton-Scott
2019 –  Mitchelton-Scott
2020 –  Mitchelton-Scott
2021 –  Israel Start-Up Nation
2022 –  Israel-Premier Tech
2023 –  Israel-Premier Tech
Augustyn ·
Bellotti ·
Caccia ·
Calcagni ·
Cárdenas ·
Cheula ·
Cooke ·
Corti ·
Cummings ·
Dueñas ·
Froome ·
Gasparotto ·
Hunter ·
Impey ·
Longo Borghini ·
Pfannberger ·
Sabido ·
Scognamiglio ·
Soler ·
Thomas ·
Tanner (stagiair) 
Augustyn ·
Bellotti ·
Caccia ·
Calcagni ·
Cárdenas ·
Cheula ·
Corti ·
Cummings ·
Froome ·
Hunter ·
Impey ·
Longo Borghini ·
Merlo ·
Scognamiglio ·
Soler ·
Thomas
Armstrong ·
Beppu ·
Bewley ·
Brajkovič ·
Busche ·
Hermans ·
Horner ·
Impey ·
Irizar ·
Fuyu (tot 30/04) ·
Klöden ·
Leipheimer ·
Lequatre ·
Machado · 
McCartney ·
Moeravjov ·
Paulinho ·
Popovytsj ·
Rast ·
Rosseler ·
Rovny ·
Rubiera ·
Selander ·
Steegmans ·
Vaitkus ·   
Zubeldia ·
Avery (stagiair) ·
Phinney (stagiair) ·
Sergent (stagiair) 
Brown · Girdlestone · Impey · Janse van Rensburg · Keey · Namanyana · Nel · Niyonshuti · Petrus · Potgieter · Tennent · Van Heerden · van Niekerk · Wesemann
Albasini · Beppu · Bewley · Bobridge · Clarke · Cooke · Davis · Dean · Docker · Durbridge · Gerrans · Goss · Hepburn · Howard · Impey · Keukeleire · Kruopis · Lancaster · Langeveld · McEwen · Meier · C.Meyer · T.Meyer · Mouris · O'Grady · Sulzberger · Teklehaimanot · Tuft · Vaitkus · Weening · Wilson
Albasini · Beppu · Bewley · Clarke · Cooke · Davis · Docker · Durbridge · Gerrans · Goss · Hepburn · Howard · Howson (stagiair) · Impey · Kang (stagiair) · Keukeleire · Kruopis · Lancaster · Langeveld · Matthews · Meier · C.Meyer · T.Meyer · Mouris · O'Grady · Sulzberger · Teklehaimanot · Tuft · Vaitkus · Weening
Albasini · Bewley · Chaves · Clarke · Docker · Durbridge · Ewan · Gerrans · Goss · Hayman · Hepburn · Howard · Howson · Impey · Keukeleire · Kruopis · Lancaster · Matthews · Meier · C.Meyer · Mouris · Santaromita · Schurter · Tuft · Weening · A.Yates · S.Yates · Cort (stagiair)
Albasini · Bewley · Blythe · Chaves · Clarke · Cort · Docker · Durbridge · Ewan · Gerrans · Hayman · Hepburn · Howard · Howson · Impey · Keukeleire · Lancaster · Matthews · Meier · C.Meyer · Mouris · Santaromita · Tuft · Weening · A.Yates · S.Yates
Albasini · Bewley · Chaves · Cheung · Cort · Docker · Durbridge · Edmondson · Ewan · Gerrans · Haig · Hayman · Hepburn · Howson · Impey · Juul-Jensen · Keukeleire · Matthews · Meier · Mezgec · Plaza · Power · Tuft · Txurruka · Verona · A.Yates · S.Yates · Schultz (stagiair)
Albasini · Bewley · Chaves · Cheung · Cort · Docker · Durbridge · Edmondson · Ewan · Gerrans · Haig · Hayman · Hepburn · Howson · Impey · Juul-Jensen · Keukeleire · Kluge · Kreuziger · Mezgec · Plaza · Power · Tuft · Verona · A. Yates · S. Yates
Albasini · Bauer · Bewley · Chaves · Durbridge · Edmondson · Ewan · Haig · Hamilton · Hayman · Hepburn · Howson · Impey · Juul-Jensen · Kluge · Kreuziger · Meyer · Mezgec · Nieve · Power · Trentin  · Tuft · Verona · A. Yates · S. Yates
Affini · Albasini · Bauer · Bewley · Bookwalter · Chaves · Durbridge · Edmondson · Grmay · Haig · Hamilton · Hayman · Hepburn · Howson · Impey · Juul-Jensen · Meyer · Mezgec · Nieve · Schultz · Scotson · Smith · Stannard · Trentin  · A. Yates · S. Yates
Affini · Albasini · Bauer · Bewley · Bookwalter · Chaves · Durbridge · Edmondson · Grmay · Groves · Haig · Hamilton · Hepburn · Howson · Impey · Juul-Jensen · Konysjev · Meyer · Mezgec · Nieve · Peák · Schultz · Scotson · Smith · Stannard · A. Yates · S. Yates · Zejts
Barbier · Berwick · Bevin · Biermans · Boivin · Brändle · Cataford · Cimolai · De Marchi · Dowsett · Einhorn · Froome · Goldstein · Greipel · Hagen · Hermans · Hofstetter · Hollenstein · Impey · Jones vanaf 1 juli · Martin · Neilands · Niv · Piccoli · Renard · Sagiv · Vahtra · Van Asbroeck · Vanmarcke · Woods · Würtz Schmidt · Zabel
Barbier · Berwick · Bevin · Biermans · Boivin · Brändle · Cataford · Clarke · De Marchi · Dowsett · Einhorn · Froome · Fuglsang · Goldstein · Hagen · Hermans · Hollenstein · Houle · Impey · Jones · Neilands · Niv · Nizzolo · Piccoli · Sagiv (tot 3/8) · Strong · Teuns (vanaf 5/8) · Van Asbroeck · Vanmarcke · Woods · Würtz Schmidt · Zabel · Riccitello (stagiair)
Berwick · Boivin · Clarke · Einhorn · Frigo · Froome · Fuglsang · Gee · Goldstein · Hermans · Hollenstein · Hollyman · Houle · Impey · Jones · Neilands · Nizzolo · Pozzovivo (vanaf 6/3) · Reynders · Riccitello · Sagiv · Schultz · Strong · Teuns · Van Asbroeck · Vanmarcke (tot 7/7) · Williams · Woods · Würtz Schmidt · Zabel · Gilmore (stagiair) · Sheehan (stagiair)